# Шмаков, Павел Анатольевич
Па́вел Анато́льевич Шма́ков (род. 18 декабря 1957, Казань) — российский и финский педагог, директор Академического колледжа при Казанском государственном университете (в 1992—2000), директор Лицея им. Лобачевского при Казанском университете (в 2011—2013), создатель и директор школы СОлНЦе (Казань).

## Биография
Окончил МИФИ (факультет экспериментальной и теоретической физики, кафедра теоретической ядерной физики) в 1982 году. В 1983 году начал работать в физико-математической школе «Квант» под руководством преподавателя Казанского государственного университета Заслуженного учителя Российской Федерации Валентины Алексеевны Сочневой. В 1992—2000 годах занимал должность директора Академического колледжа при КГУ, известен своей концепцией интеллектуальной увлечённости школьников.
Занимался также общественной деятельностью: в 1990—1995 годах — депутат Казанского городского совета, в 1991—1995 годах — член президиума горсовета, организатор и председатель постоянной комиссии горсовета по социальной защите, милосердию и благотворительности.
В 2000 году уехал работать в Финляндию. В 2004—2005 годах обучался в педагогическом училище и работал помощником учителя. В 2004—2006 годах обучался в Хельсинкском университете. В 2006—2010 годах работал преподавателем математики, физики, химии в школах Хельсинки, Вантаа, Эспоо.
С 2006 года занимается научной работой на кафедре педагогического образования Хельсинкского университета под руководством профессоров Эркки Пехконена и Маркку Ханнула. Ведёт ежемесячную математическую рубрику «Умеешь ли ты щёлкать математические орешки?» в финском детском журнале «Школьник». Ученики общеобразовательной школы имени Алексиса Киви (Хельсинки), избрали Павла Шмакова лучшим учителем 2009 года.
В 2011 году по приглашению мэра Казани Ильсура Метшина занял пост директора Лицея им. Лобачевского при Казанском университете. В 2013 году с коллективом педагогов-единомышленников создал Специализированный Олимпиадно-научный центр «Школа СОлНЦе», имеющий статус муниципального автономного общеобразовательного учреждения для детей, проявивших выдающиеся способности. В 2014 году на телеканале «Культура» вышел фильм о школе СОлНЦе и о Павле Шмакове.
Известные ученики П. А. Шмакова: Чулпан Хаматова — народная артистка Российской Федерации, лауреат двух Государственных премий Российской Федерации, один из учредителей благотворительного фонда «Подари жизнь»; Денис Осокин — российский прозаик, поэт и сценарист, лауреат премий «Дебют», «Ника», сценарист фильма «Овсянки»; Олеся Балтусова — помощник президента Республики Татарстан; Руслан Гильфанов — чемпион мира по программированию в международном технологическом конкурсе Imagine Cup 2005 года, командный зачёт; Дмитрий Мартынов — доктор исторических наук, профессор, автор ряда книг по истории, философии и культуре Китая, победитель конкурса «Лучший молодой преподаватель КГУ» 2005 года; Айрат Бик-Булатов — поэт, журналист, кандидат филологических наук, доцент кафедры журналистики Казанского университета, редактор службы национального вещания ГТРК «Татарстан», член союза журналистов РФ и союза писателей РТ. Автор нескольких сборников стихов и научных монографий по истории русской журналистики; Алексей Калачёв — доктор физико-математических наук, доцент Института физики Казанского университета.

## Награды
- Почётное звание «Заслуженный учитель Республики Татарстан[тат.]» (2022 год) — за заслуги в области образования и многолетний добросовестный труд[20].

## Семья
П. А. Шмаков — внук Заслуженного учителя РСФСР и Российской Федерации Марии Петровны Минеевой. М. П. Минеева работала директором средней школы № 2 райцентра Верхняя Пышма, в 1938—1941 годах — заведующая районо Пышминского района, кавалер Ордена Ленина (1949).
Женат, дочери: Анастасия, Анна Мария и Александра София. Жена — Наталья Юрьевна Слепова, кандидат педагогических наук, доцент.
Сын от первого брака: Сергей Павлович Шмаков (погиб).

## Публикации
- Шмаков П. Физика свободы и математика азарта // Газета «Первое сентября».
- Pavel Shmakov & Markku S. Hannula. HUMOUR AS MEANS TO MAKE MATHEMATICS ENJOYABLE Архивная копия от 20 октября 2013 на Wayback Machine
- Pavel Shmakov, Liudmila Selikhova Hauskoja aivopähkinöitä lapsille ja nuorille Архивная копия от 20 октября 2013 на Wayback Machine
- Shmakov, P., Slepova, N. (2010). Teaching practice @ design research: Integration learning pleasure and humour. FISCAR Conference Proceedings Helsinki May 23-25, 2010. Aalto University Publication series of the School of Art and Design B 100
- Shmakov, P., Hannula, M. (2010). Humour as means to make mathematics enjoyable. Paper presented in CERME 6 («Sixth Conference of European Research in Mathematics Education»), Lyon, France, January 2009.
- Shmakov, P., Slepova, N. (2009). Two-stage modeling: entertaining intermediate representation. Paper presented in 14th International Conference on the Teaching of Mathematical Modeling and Applications. Hamburg, Germany, July 2009.
- Shmakov, P., Slepova, N. (2009). Math club’s educational space modeling. Paper presented in 10th International Conference «Teaching mathematics: retrospective and perspectives», Tallinn, Estonia, May 2009.
- Zimakov, N., Shmakov, P. (2009). Teaching mathematics: puzzles and fairy-tale problems. Paper presented in 10th International Conference «Teaching mathematics: retrospective and perspectives», Tallinn, Estonia, May 2009.
- Shmakov, P., Slepova, N. (2009). Pupil’s attitude to inspiring mathematics’ problems. Proceedings of the 10th ProMath Conference, August 28-31, 2008 in Vaasa.
- Shmakov, P., Dudorov, S. (2009). How to increase the motivation of ordinary pupils in studying tedious mathematics. Proceedings from NORMA08 (Nordic Research in Mathematics Education) in Copenhagen, April 21-April 25, 2008.
- Shmakov, P., Slepova, N. (2009). The factors influencing motivation of mathematical thinking of younger pupils. Proceedings from NORMA08 (Nordic Research in Mathematics Education) in Copenhagen, April 21-April 25, 2008.
- Shmakov, P., Zimakov, N. (2008). Miten nostaa yläasteen oppilaitten kiinnostusta matematiikan sanallisia tehtäviä kohtaan? Esimerkkejä, neuvoja, analyysi. Solmu 1, 25-29.
- Shmakov, P. (2008). Ha-ha matematiikkaa kerhotyössä, Dimensio 72(8), 19-22.
- Shmakov, P., Leino, N. (2007). Omaperäisistä ja ei-kaavamaisista tehtävistä johtaa polku älylliseen innostuneisuuteen, Dimensio 71(7), 17-19.
- Shmakov, P., Selikhova, L. (2007). Hauskoja aivopähkinöitä lapsille ja nuorille. Solmu 2, 23-25.
- Shmakov, P. (2006). Matematiikkakilpailut ja Kansainvälinen kaupunkien turnaus. Dimensio 70(5), 36-38.
- Shmakov, P., Selikhova, L. (2006a). Hyöty vai kiinnostus. Dimensio 70(4), 36-38.
- Shmakov, P., Selikhova, L. (2006b). Keksitään ratkaisu yhdessä oppilaiden kanssa. Arkhimedes 4, 25-26.
- Шмаков П. А. (1995), Колледж для одаренных и увлеченных, Magister 5, 80-95.
- Шмаков П. А., Костюшко В. В., Клочкова С. А. (1995), Научная работа учащихся академического колледжа: цель, задачи, организация, Образование, творчество, развитие, Материалы Российского открытого педагогического форума, Обнинск, с.75.
- Клочкова С. А., Шмаков П. А., Ахтямова Н. В., Кузнецова Л. М. (1995), Формы и методы работы с учащимисяв области научного творчества в академическом колледже при Казанском государственном университете, Образование, творчество, развитие, Материалы Российского открытого педагогического форума, Обнинск, 76-77.
- Шмаков П. А., Костюшко В. В. Академический колледж при Казанском университете — «Симбиоз» школы и вуза, Всероссийская конференция «Психологические проблемы непрерывной профессиональной подготовки специалиста», 27-30 июня 1995 г., 136—137.
- Шмаков П. А. Концептуальный подход к формированию исследователя на рубеже «школа-вуз», Вторая Всероссийская научная конференция «Новые технологии обучения, диагностики и творческого саморазвития личности», Йошкар-Ола, 26-30 июня 1994 г., 178—179.
- Шмаков П. А. Школа как семейный коллектив, Всероссийская научно-практическая конференция «Семья в изменяющемся мире», 9-10 июня 1994, Сыктывкар, 160—162.
- Шмаков П. А., Кашаев Р. С. Подготовка учащихся к деятельности в условиях рыночных отношений, Всероссийская конференция «Подготовка учащихся для работы в новых рыночных условиях», Брянск, 2-3 июня 1994.